# Lorenzo Venier
Lorenzo Venier (Venezia, 1510 – 1550) è stato un poeta italiano del Cinquecento.

## Biografia
Apparteneva a una delle più importanti famiglie patrizie della città. Suo fratello Domenico Venier, capofila dei petrarchisti veneziani, radunava attorno a sé un'accademia informale composta dai massimi esponenti culturali del tempo. Suo figlio Maffio Venier fu poeta anche lui, ma al contrario del padre scrisse prevalentemente in lingua veneziana. Lorenzo Venier era vicino alla cerchia di Pietro Aretino, a cui fu erroneamente attribuito il poemetto La Puttana Errante, errore che Venier confuta nell'esordio de Il Trentuno della Zaffetta.

## Opere
Le due opere di Lorenzo Venier, pubblicate verso il 1532, sono dei poemetti osceni in ottave dedicati a due delle più famose cortigiane del tempo, Anzola Zaffetta e Elena Ballarina. Il Trentuno della Zaffetta narra lo stupro di gruppo (il cosiddetto 'trentuno') subito dalla cortigiana, organizzato da un cliente a cui aveva rifiutato di aprire la porta. La Puttana Errante è una parodia di romanzo cavalleresco di quattro canti, in cui la cortigiana Elena Ballarina viaggia fino a Roma, dove è trionfalmente accolta dalla popolazione.